# Phoradendron anamariae
Phoradendron anamariae är en sandelträdsväxtart som beskrevs av Carlos Toledo Rizzini och Kuijt. Phoradendron anamariae ingår i släktet Phoradendron och familjen sandelträdsväxter. Inga underarter finns listade i Catalogue of Life.